# Biserica Sfânta Parascheva din Varna
Biserica Sfânta Parascheva  (în bulgară Църква Света Петка) este o biserică ortodoxă din partea centrală a Varnei. 
Acesta este situat într-un spațiu inter-bloc bine întreținut între străzile Bratia Miladinovi, Gheorghi Rakovski, Ivan Drasov și bulevardul Gheneral Kolev. 
Construcția lăcașului de cult a început în 1901. A fost finalizată în 1906. A fost sfințită de mitropolitul Iosif. În 1928 a fost construită anexa bisericii. Până în 1945 clădirea de locuit a fost folosită ca bucătărie pentru săraci. Biserica a fost pictată în 1973 de Alexander Sorokin cu ajutorul lui Dimităr Bakalski și Serghei Rostovțev. Spre deosebire de majoritatea bisericilor din Varna, „Sfânta Parascheva” este una dintre puținele biserici care nu a fost distrusă.

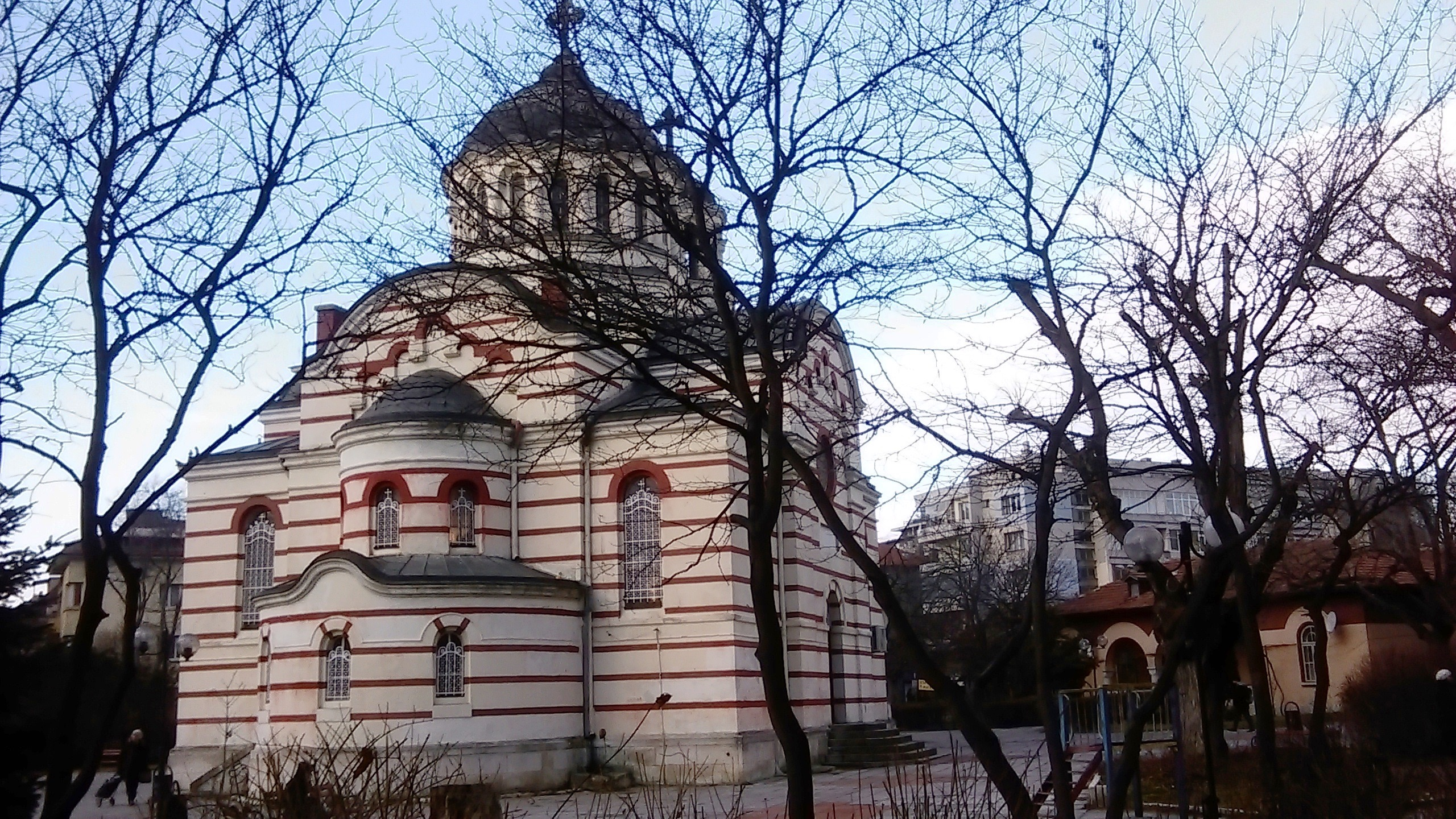
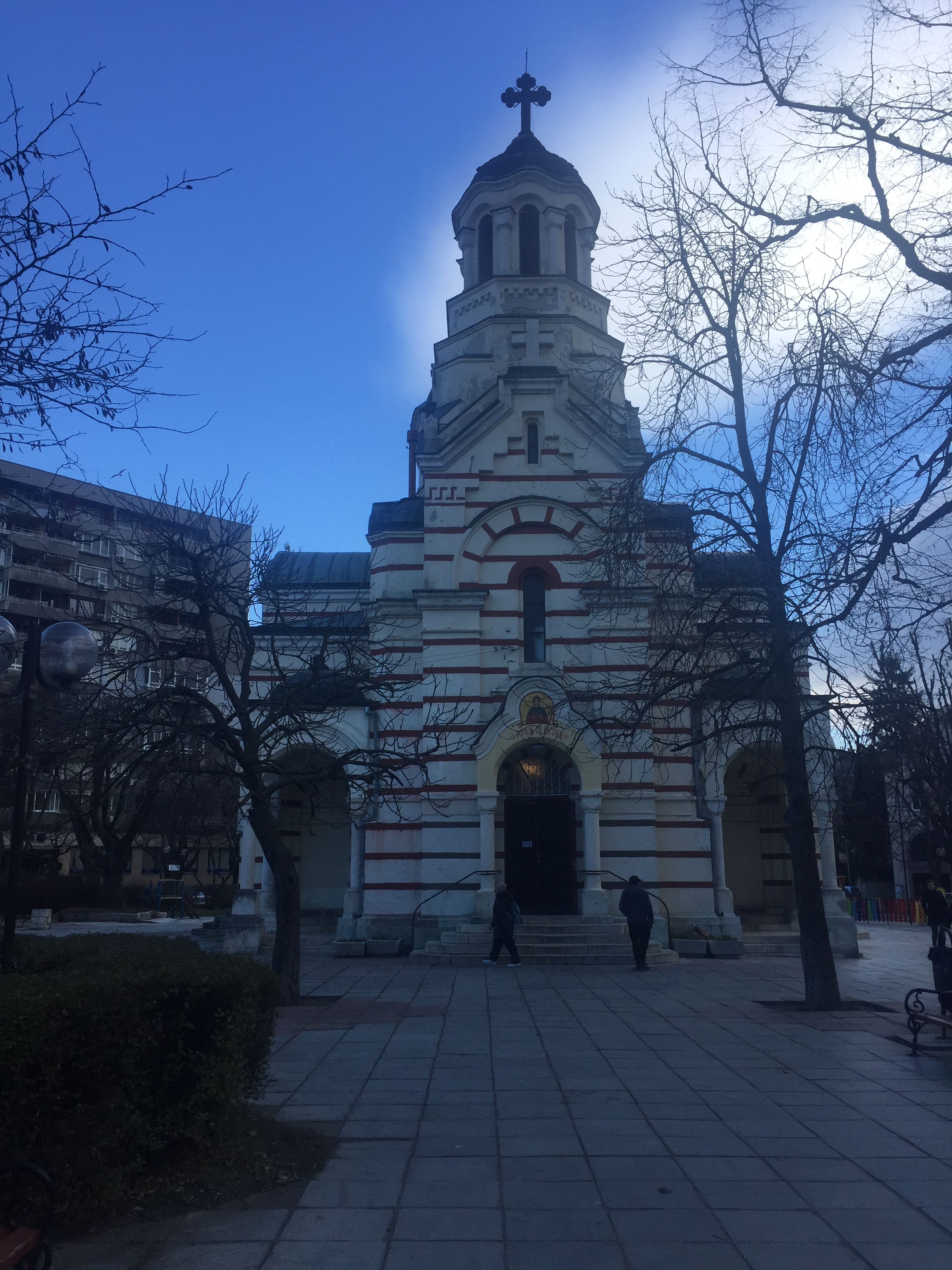
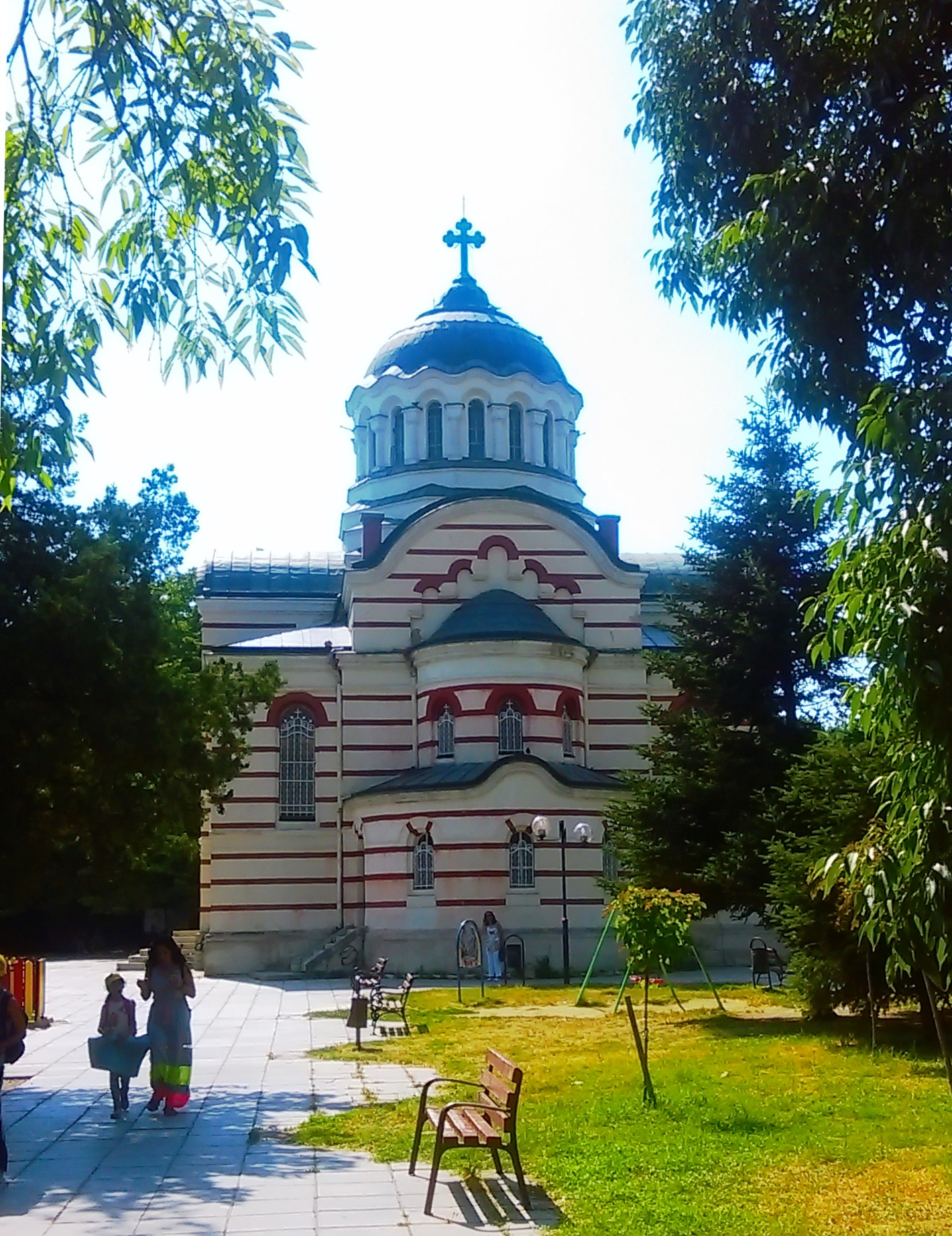